# Квикио (Варезе)
Квикио је насеље у Италији у округу Варезе, региону Ломбардија.
Према процени из 2011. у насељу је живело 35 становника. Насеље се налази на надморској висини од 254 м.